# Filialkirche St. Johann (Villach)

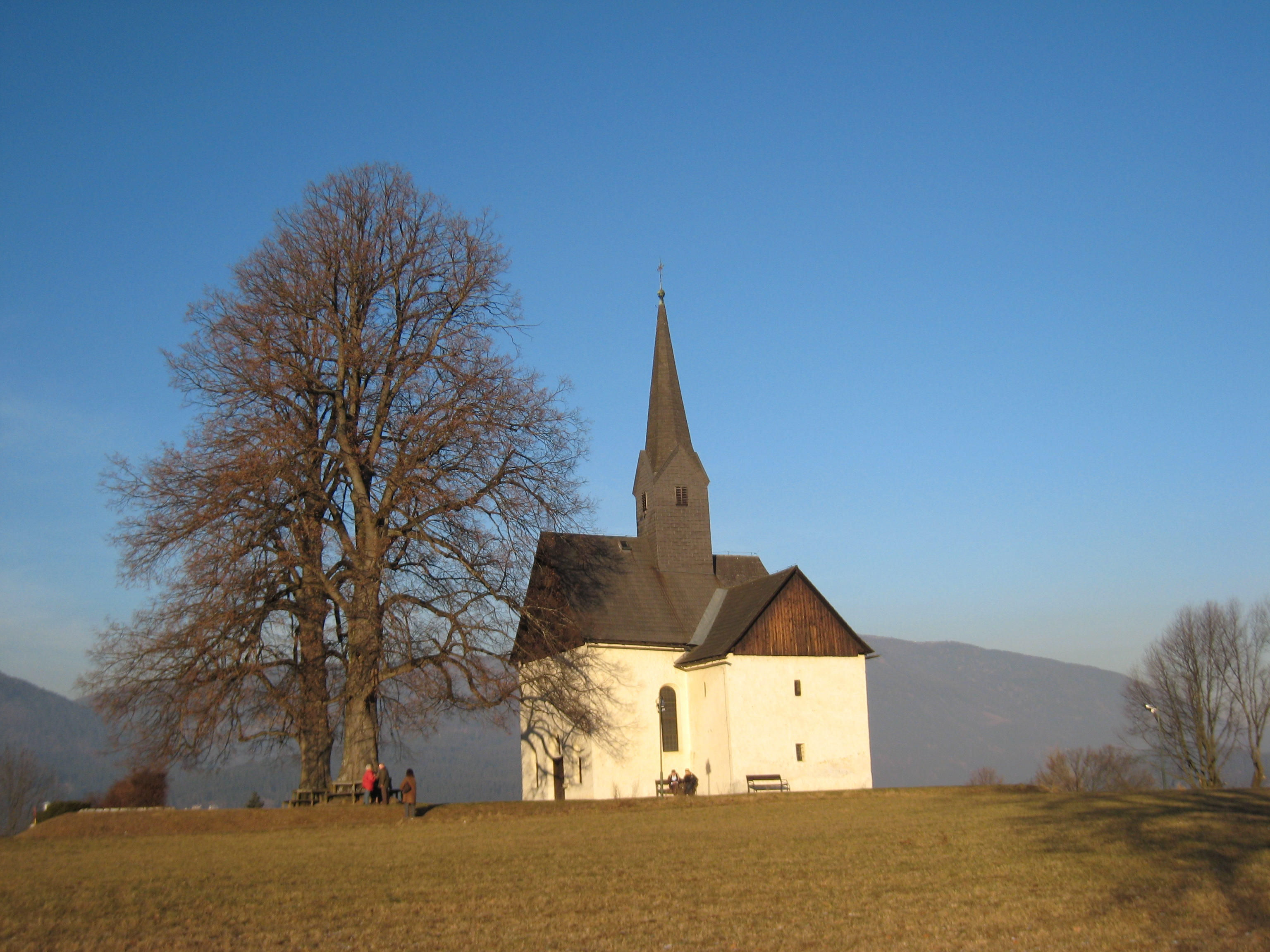
Südansicht

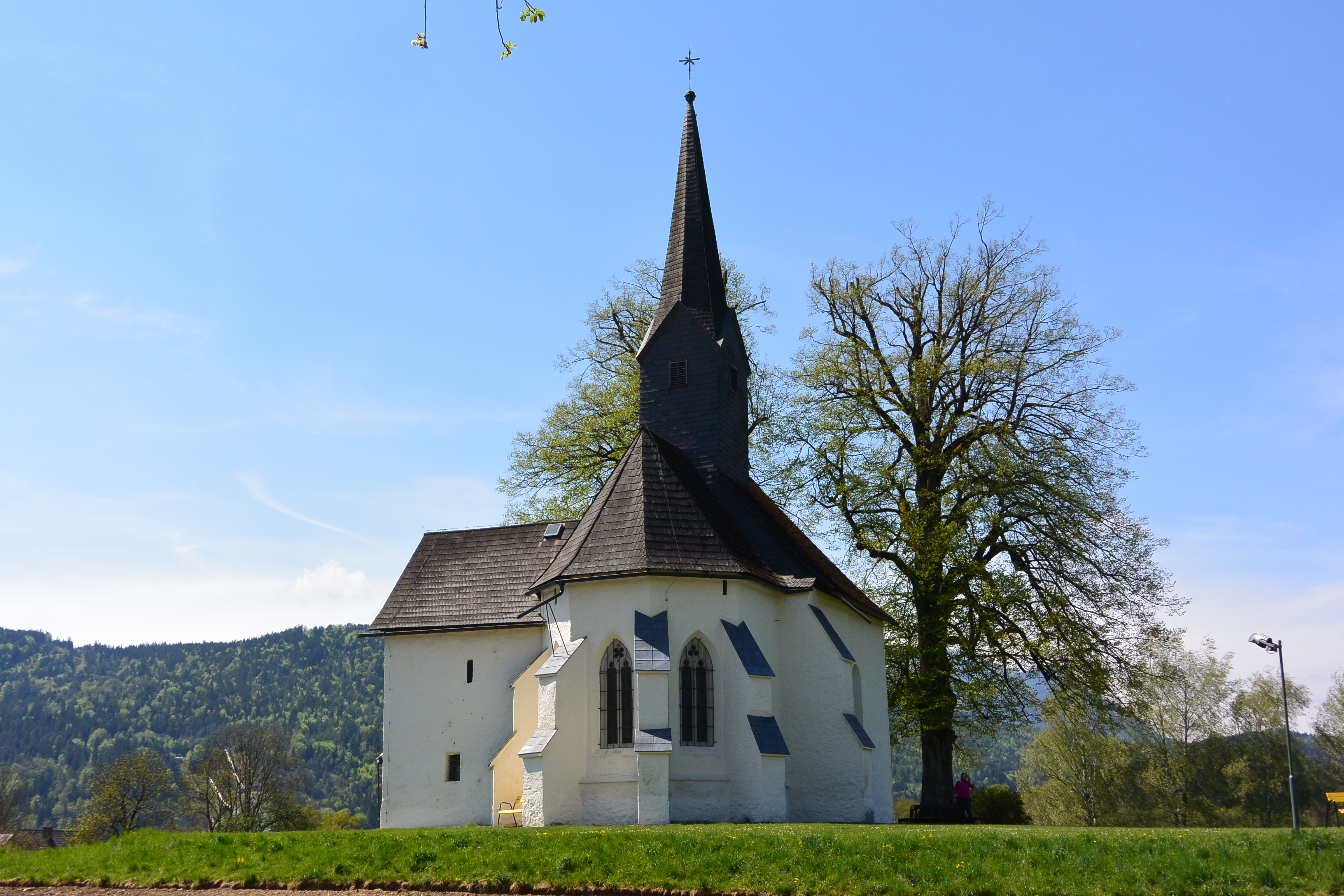
Ostansicht

Die Filialkirche St. Johann steht an einer Anhöhe auf 560 m ü. A. über dem Stadtteil Völkendorf in Villach. Der zur Pfarre Völkendorf gehörende römisch-katholische Sakralbau ist Johannes dem Täufer geweiht.

## Geschichte
1331 wurde St. Johann erstmals urkundlich erwähnt. Die Kirche erfuhr 1478 bei einem der Türkeneinfälle Beschädigungen. In der zweiten Hälfte des 16. Jahrhunderts war die Kirche protestantisch. Nach 1600 gehörte die nun wieder katholische Kirche, die mit einigem Grundbesitz ausgestattet war, zum Stift Arnoldstein, später dem Villacher Heiligen Geist-Spital und dem St. Kathrein-Spital. Das Kirchenvermögen wurde 1785 im Zuge der Josephinischen Reformen eingezogen. 

## Beschreibung
Die kleine gotische Kirche besteht aus einem stark erneuerten einjochigem Langhaus, einem Chor mit Fünfachtelschluss aus dem 14. Jahrhundert und einem erneuerten Dachreiter mit Spitzhelm. Südlich ist eine zweigeschoßige Sakristei angebaut.
Im Chor ruht ein Kreuzrippengewölbe mit rundem Schlussstein auf Konsolen. An der Chorsüdwand  befindet sich eine kleine gotische Sakramentsnische, an der Chornordwand Freskenreste in drei Zonen aus dem späten 14. Jahrhundert. Auch am leicht eingezogenen Triumphbogen haben sich Spuren alter Bemalung erhalten. In der südlichen Ecke zwischen Langhaus und Chorwand findet sich ein Konsolköpfchen mit Fratzengesicht.

## Einrichtung
Der Hochaltar aus dem späten 17. Jahrhundert zeigt am Altarblatt die Taufe Christi. An der Langhaussüdwand hängt ein stark überarbeitetes Gemälde der Kreuzigung. Die beiden gotischen Heiligenstatuen waren früher an der südöstlichen Außenwand eingemauert.